# Stenia orientalalis
Stenia orientalalis là một loài bướm đêm trong họ Crambidae.